# Saga d'Örvar-Oddr
Örvar-Oddr (en vieux norrois Ǫrvar-Oddr, litt. « pointe de flèche ») est un héros légendaire sur lequel un écrivain islandais anonyme a écrit un fornaldarsögur. Il a été écrit avant 1314, puisqu'il est déjà mentionné dans une liste de livres de la bibliothèque de l'évêque Árni Sigurdsson de Bergen. La saga d'Örvar-Oddr était très populaire et contient des légendes et des chansons anciennes. Le personnage apparaît également dans la saga de Hervor et du roi Heidrekr et, en relation avec la bataille de Munarvágr sur Samsø, dans Gesta Danorum de Saxo Grammaticus.

## Histoire
La saga remonte à la fin du XIIIe siècle et serait l'œuvre d'un auteur islandais. La version la plus ancienne (S) de la légende est conservée dans un codex du XIVe siècle de la Bibliothèque royale de Stockholm et représente une copie d'un document antérieur perdu. Dans la seconde moitié du même siècle, une autre version (M) de la légende se trouve dans un codex de l'Institut Arnamagnaean de Reykjavík . À partir de l'édition M aurait été formée la dite édition longue (ABE), attestée depuis le XVe siècle et conservée dans trois codex également à l'Institut Arnamagnéen, contenant beaucoup de matériel narratif nouveau, caractérisé par l'inclusion d'épisodes supplémentaires et techniques narratives particulières.